# طلعة المشتري في النسب الجعفري
طلعة المشتري في النسب الجعفري كتاب أنساب وتأريخ اجتماعي من تأليف المؤرخ المغربي أحمد بن خالد الناصري (1835–1897م)، صاحب موسوعة الاستقصا لأخبار دول المغرب الأقصى. أُلّف هذا الكتاب سنة 1309هـ / 1892م لتوثيق نسب الزاوية الناصرية إلى الصحابي جعفر بن أبي طالب، بعد مراجعة النسب المتداول سابقًا إلى الصحابي المقداد بن الأسود، والذي ثبت علميًا وتاريخيًا أنه لا عقب له.يُعتبر هذا المؤلَّف من أبرز الكتب النسبية في المغرب الحديث، إذ يجمع بين التوثيق التاريخي، والموقف العقدي، والحضور الصوفي، ما جعله يُستخدم مرجعًا في عدد من الدراسات الحديثة حول الأنساب، والزاوايا، وبنية الشرعية الدينية في الغرب الإسلامي.

## خلفية التأليف
انطلق أحمد بن خالد الناصري صاحب كتاب الاستقصا لأخبار دول المغرب الأقصى في تأليفه للكتاب مدفوعًا باعتبارات علمية وأخرى تتعلق بالهوية الرمزية. فقد اكتشف مؤرخو الزاوية الناصرية أن النسب القديم للأسرة، الذي كان يربطها بالمقداد بن الأسود، لا أساس له، لأن هذا الصحابي لا نسل له، وفق ما أثبته مؤرخو الأنساب. لقد سعى المؤلف إلى تثبيت نسب آل الناصري إلى جعفر بن أبي طالب، عبر سلسلة نسَب دقيقة موثّقة بالروايات والسندات، مع الاعتماد على مئات المراجع والمصادر في علم النسب والتاريخ والتصوف، مما جعل هذا العمل ذا طابع موسوعي في مضمونه.

## فهرس الكتاب[1]
المقدمة في مشروعية علم النسب وفضله وفائدته
الباب الاول في نسب رسول الله صلى الله عليه وسلم وعشيرته .
الباب الثاني في اولاده صلى الله عليه وسلم وذريته .
الباب الثالث في ذكر جعفر بن ابي طالب وابنه عبدالله رضي الله عنهما .
الباب الرابع في جمهرة عبدالله بن جعفر وحال ذريته بالحجاز وغيره .
الباب الخامس في انتقال طائفة من بني جعفر رضي الله عنه من الحجاز الى صعيد مصر ثم منه الى المغرب الاقصى والسبب في ذالك .
الباب السادس فيما للناس من انتساب طائفة من عرب معقل الى جعفر رضي الله عنه من الانكار والتسليم في ذالك .
الباب السابع في تحقيق نسب الشيخ ابي عبدالله ابن ناصر رضي الله عنه وما يعول عليه في ذالك .
الباب الثامن في ذكر سيرة الشيخ المذكور واولاده واصهاره وبعض كبار اصحابه .
الباب التاسع في ذكر ولده وخليفته من بعده ابي العباس احمد بن ناصر وبعض اصحابه .
الباب العاشر في جمهرة ذرية الشيخ ابي عبدالله بن ناصر رضي الله عنه ورد كل فرع منها الى اصله .
الخاتمة في التحذير من الاغترار بفضيله النسب والاتكال عليه دون العمل بالتقوى الذي هو السبب الأقوى وبه يتم الكتاب والله الموفق للصواب

## مضمون الكتاب
يجمع الكتاب بين السرد التاريخي والتحقيق النسبي، متناولًا بالنقد والتوثيق نسب الزاوية الناصرية التي كانت تنتسب، قبل تأليف هذا الكتاب، إلى الصحابي الجليل المقداد بن الأسود، ثم تبين – بعد تمحيص – أن هذا الصحابي لا عقب له، مما استوجب إعادة النظر في النسب.يتكون الكتاب من مقدمة مطولة وفصول متعددة تنحو منحىً تحقيقيًا، يعكف فيها المؤلف على تتبع أنساب أسلافه، منطلقًا من النقاشات التي أُثيرت حول النسب الأول، ليفند المزاعم غير المثبتة بأدلة قاطعة، ويُثبت بالوثائق والمصادر أن نسب الزاوية يرجع إلى جعفر بن أبي طالب، أخي الإمام علي بن أبي طالب، وعمّ النبي محمد صلى الله عليه وسلم. ومن هنا جاء العنوان الفرعي للكتاب بـ"في النسب الجعفري".يمتاز النص بأسلوبه الأدبي الرفيع ولغته المتينة، ويجمع بين النزعة التوثيقية والبعد الروحي، فهو لا يكتفي بذكر الأنساب، بل يستعرض صفات وكرامات ومآثر رجالات الزاوية الناصرية، ممن كانوا يحتلون مكانة دينية واجتماعية مرموقة في المغرب خلال القرن 18 و19. وقد أورد المؤلف في ثنايا الكتاب تراجم مفصلة لبعض هؤلاء الأعلام، مثل محمد بن ناصر الدرعي'، وأبي بكر الناصري، والخليفة أحمد بن محمد، مركزًا على علمهم، وورعهم، ومواقفهم السياسية في فترات دقيقة من التاريخ المغربي.ويكتسي هذا المصنف طابعًا توثيقيًا خاصًا، بالنظر إلى حجم الرسائل والمكاتبات التي يوردها بين رجالات الزاوية من جهة، وبينهم وبين شخصيات علمية كبرى في عصرهم من جهة أخرى، كأبي علي الحسن اليوسي، والشاعر أحمد بن عبد القادر التستاوتي، وغيرهما. وتدل هذه الرسائل على الأثر التربوي والفكري للزاوية، كما تسلط الضوء على شبكات العلم والتواصل الصوفي التي كانت نشطة حينها في المغرب وخارجه.كما يعرض الكتاب مواقف الزاوية الناصرية من الأحداث السياسية البارزة، من بينها العلاقة المتوترة التي جمعتها مع السلطان المولى إسماعيل، بسبب رفض مشايخ الزاوية الدعاء له في خطبة الجمعة، وهو ما يكشف عن مواقف الزاوية من السلطة المخزنية في سياق تاريخي معين. ويستعرض الكتاب كذلك أوصافًا تفصيلية لرحلة الحج التي قام بها شيوخ الزاوية، واصفًا مشاق السفر ومراحله، وما رافقه من كرامات ومواقف دينية وروحية.وقد جاءت مادة الكتاب غنية بالتفاصيل، وتضم، إلى جانب الأنساب والتراجم، أبياتًا شعرية من المدائح والمراثي والقصائد التي قيلت في أقطاب الزاوية الناصرية، ما يُضفي على الكتاب طابعًا موسوعيًا يجمع بين الأدب والتاريخ والأنساب.وفي المجمل، يمكن اعتبار *طلعة المشتري في النسب الجعفري* مرآة دقيقة لتاريخ الزاوية الناصرية، ومصنفًا فريدًا في بابه يجمع بين التحقيق العلمي والسرد الصوفي، ويعكس ثقافة مؤلفه الموسوعية، وحرصه على تنزيه التاريخ من الأخطاء وتثبيت الحقائق وفق المنهج النقدي التاريخي.

## الأهمية المنهجية والفكرية
تجدر الإشارة إلى أن أحمد بن خالد الناصري لم يكتفِ بجمع الروايات، بل قام بنقد بعضها، وربط بين النصوص النسَبية والسياق التاريخي والسياسي الذي وُجدت فيه. وهو ما يعطي للكتاب بُعدًا سوسيولوجيًا في فهم علاقة النسب بالمكانة والشرعية والرمزية داخل المجتمع المغربي التقليدي.كما تضمن الكتاب كثيرًا من القصائد الشعرية التي نظمت في مدح شيوخ الزاوية، إلى جانب تقارير عن كراماتهم، وسلوكهم، ما يجعل الكتاب ذا طابع صوفي واضح، يعكس أحد أدواره: الدفاع الرمزي عن كرامة النسب الروحي والعلمي.

## الطبعات
- الطبعة الحجرية الأولى (1892م / 1309هـ): وقد طبعت بفاس، وكانت نسخها محدودة، لكنها عرفت رواجًا سريعًا بين الزوايا والمؤرخين ودارسي النسب.[7]
- الطبعة المصورة الحديثة (2018): أصدرتها المؤسسة الناصرية للثقافة والعلم، بتصوير دقيق للنسخة الحجرية، وجاءت في مجلد فاخر ضمن مشروع نشر تراث الزاوية.[8]

## أثر الكتاب وقيمته
نال الكتاب شهرة واسعة بين كتب الأنساب، واستُخدم في توثيق نسب عائلات عديدة، كما أصبح مرجعًا رسميًا في بعض المحاكم الشرعية عندما يتعلق الأمر بإثبات النسب الشريف. وقد اعتمد عليه عدد من الباحثين المعاصرين في دراساتهم حول الزوايا، والنخبة الدينية، والشرعية الرمزية في المغرب.كما يراه بعض الباحثين من أبرز الأمثلة على توظيف المعرفة التاريخية والنسَبية في إعادة بناء الهيبة الرمزية والاجتماعية، في سياق تراجع دور الزوايا وتحوّل علاقتها بالمخزن في القرن 19.يحظى كتاب طلعة المشتري بأهمية بالغة في حقل الدراسات الأنسابية المغربية، إذ يُعد من النصوص القليلة التي تدمج بين الحجاج الفقهي والتاريخي لإثبات النسب الشريف. ويعكس هذا العمل الحساسية التي كان يثيرها موضوع الانتساب لآل البيت في المجتمع المغربي، خصوصًا في القرن التاسع عشر، حيث كانت للمكانة النسبية آثار اجتماعية وسياسية. وقد شكل هذا الكتاب أحد أوجه الدفاع الذاتي للناصري، المؤرخ المعروف بعمله الموسوعي الكبير الاستقصا في أخبار دول المغرب الأقصى، والذي يُعد مرجعًا لا غنى عنه في تاريخ المغرب الوسيط والحديث.وقد أشار محمد المريني في دراسة له إلى أن مؤلفات الناصري، ومنها طلعة المشتري، تكشف عن ثقافة واسعة وشاملة تجمع بين المعرفة الشرعية والخبرة التاريخية الدقيقة. كما يرى محمد المنوني أن هذا الكتاب يُعد من النصوص المرجعية لفهم تطور مفهوم النسب الشريف في السياق المغربي، لما يحتويه من إشارات إلى المصادر العربية الكلاسيكية وطريقة تلقيها في المغرب.وفي سياق تأريخ الفكر المغربي، يعتبر عبد السلام بنعبد العالي أن أحمد بن خالد الناصري يمثل نموذج المؤرخ الموسوعي، الذي لم يفصل بين الذات والسياق، بل سعى إلى توثيق نسبه داخل مشروع أوسع لإثبات ذاكرة الجماعة والنخبة المغربية في آن.